# Supercoppa di Polonia 2015 (pallacanestro)
La Supercoppa di Polonia 2015 è la 10ª Supercoppa di Polonia di pallacanestro maschile.
La partita è stata disputata il 7 ottobre 2015 presso l'Hala MOSiR di Radom tra il Zielona Góra, campione di Polonia 2014-15 e vincitore della Coppa di Polonia 2015 e il Rosa Radom finalista della Coppa di Polonia 2015.

## Finale
| Arbitri: | Marek Ćmikiewicz Wojciech Liszka Grzegorz Czajka |

| |            | |
| Harris 26 | Punti      | 26 Mat. Ponitka |
| Thomas 3 | Assist     | 5 Bost |
| Hajrić 5 | Rimbalzi   | 8 Moldoveanu |
| 1 Thomas• 8 Witka• 11 Harris• 24 Sokołowski• 55 Hajrić 11 Zegzuła• 14 Zajcev• 22 Szymkiewicz• 32 Adams• 34 Bonarek• 35 Jeszke• 55 Schenk | Formazioni | 2 Reynolds• 20 Mat. Ponitka• 41 Borovnjak• 42 Đurišić• 55 Koszarek 1 Bost• 10 Szewczyk• 11 Mar. Ponitka• 14 Moldoveanu• 33 Gruszecki• 34 Hrycaniuk |
| Wojciech Kamiński | Allenatori | Sašo Filipovski |